# Cổng Odra ở Wrocław

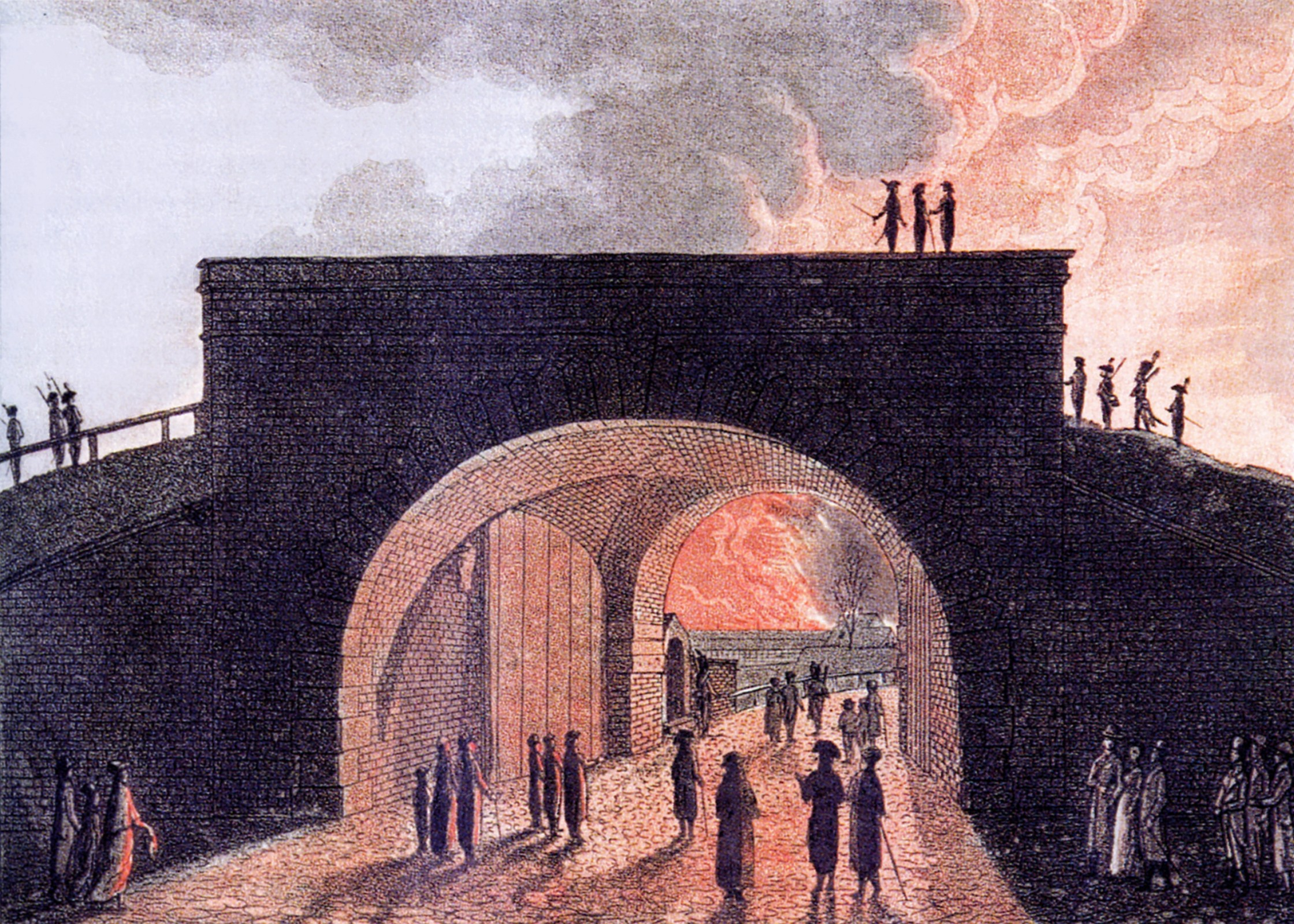
Cổng Odra (được mô tả lại)

Cổng Odra (tiếng Ba Lan: Brama Odrzańska) là một cổng trong hệ thống các bức tường phòng thủ ở Wrocław, nằm trên đường Odrzańska (Thời Trung cổ có tên là Odergasse, và sau đó Oderstraße).

## Lịch sử
Cổng Odra ở Wrocław được xây dựng muộn nhất vào thế kỷ 14 bốn dưới dạng một tòa tháp hình vuông hoặc hình chữ nhật với một cổng ở giữa. Cổng được xây dựng lại ít nhất hai lần (khoảng năm 1584 và năm 1610). Sau khi cổng tu bổ cũng như xây dựng lại và bổ sung các công trình thứ yếu khác thì tên cổng đã được đồi thành Cổng Odra bắt đầu được áp dụng cho tòa nhà này, đồng thời việc áp dụng đặt lại tên cho các cổng gần đó cũng được thay đổi, cụ thể, tòa nhà ở đường Kiełbaśnicza (nằm ở phía tây so với tòa nhà chứa cổng Odra) đặt tên cho cổng là Młyńska (Mühlpfort), một cổng nằm cạnh tòa nhà  Fischerpfort Furty Rybackiej ở cuối đường Więzienna (nằm ở phía đông của cổng Cổng Odra) cũng được đặt tên cổng Mới (tiếng Ba Lan: Brama Nowej).
Cổng Odra, cổng Młyńska, cổng Nowej cùng với các công trình khác trong hệ thống thành trì ở thành phố Wrocław đã bị phá hủy vào đầu thế kỷ 19, sau khi các đồn đóng quân đồn của quân đội Phổ rút đi để lại cho quân đội của Napoleon (1807) tiếp quản.